# عكورة

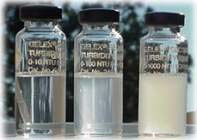
ثلاث سوائل بمستويات عكارة مختلفة: 500، 50، 5

العكورة  أو الكدرة أو العكرة هو وجود سحابة أو شوائب داخل أي مائع ويكون السبب فيها جزيئات صغيرة (اجسام معلقة في الماء مثلا) وغالبا لا ترى بالعين المجردة، وهي شيء شبيه بالدخان في الهواء. تعد عملية قياس العكارة عملية أساسية في اختبار جودة المياه.
من الممكن أن تحتوي مائع على اجسام معلقة بأحجام مختلفة عديدة، بينما تكون بعض الأجسام ثقيلة وكبيرة بما يكفي لتترسب بسرعة في القاع إذا ترك فترة واقفا (لم يتم تحريكه)،أما بالنسبة للأجسام الدقيقة فهي قد تترسب ببطء وقد لا تترسب إطلاقا إذا حركت العيّنة بانتظام، أو إذا كانت الجزيئات غروية، تؤدي هذه الأجسام الدقيقة إلى إعطاء السائل الشكل العكر.
العكرة أو(الشوائبية) يمكن أن تنطبق أيضا على المواد الصلبة مثل: الزجاج والبلاستيك. في الإنتاجات البلاستيكية تعرف الشوائب بنسبة الضوء الذي يعكس أكثر من 2.5° من الضوء الداخل.

## مسببات العكارة
من الممكن أن يكون سبب العكارة هو الفيتوبلانكتون في المجاري المائية المفتوحة. كما تتسبب بعض النشاطات الإنسانية في تعكير المياه مثل البناء والتشييد والذي قد يؤدي إلى مستويات ترسيب عالية تدخل في المياه خلال العواصف الممطرة التي تزيد منسوب المياه ومن ثم تتعكر المياه. كما تتسبب المناطق الحضرية والمعرضة للتعرية إلى تعكير كميات كبيرة للمياه المجاورة لها، عن طريق مياه العواصف الملوثة القادمة من الطرقات والكباري وأماكن انتظار السيارات، حيث تنزلق هذه المياه في المجاري المائية. بعض الصناعات مثل التعدين ومناجم الفحم تسبب مستويات عالية جدا من العكارة نتيجة للصخور المفتتة التي تسقط في الماء.
يظن البعض أن كلما زادت مستويات العكارة في مياه الشرب، كلما زادت فرص الإصابة بأمراض الجهاز الهضمي، حيث تكون الجزيئات العالقة بمثابة الدرع لأي فيروسات وبكتيريا موجدو في الماء وتمنع الكلور من القضاء عليها. كما أن الأجسام المعلقة من الممكن أن تحمي البكتيريا من الأشعة فوق بنفسجية التي تطلق عليها لتعقيمها.[بحاجة لمصدر]
في المسطحات المائية مثل: البحيرات، والأنهار، والخزانات المائية من الممكن أن تتسبب مستويات العكارة العالية في تقليل كمية الضوء التي تصل إلى الأعماق والقاع، مما يمنع نمو النباتات المائية ويؤثر بالتالي على الكائنات البحرية التي تتغذى على هذه النباتات مثل الأسماك والمحار. رصدت هذه الظاهرة فعلا في شرق الولايات المتحدة في منطقة خليج تشيزبيك.
على الجانب الأخر، تحتاج بعض الكائنات إلى مستويات عكارة عالية لتعيش ويظل النظام البيئي متوازنا، مثل مناطق نبات الأيكة الساحلية حيث تساهم العكارة العالية في حماية بعض الأسماك الصغيرة من الأسماك المفترسة. نموذج لهذه المناطق هي شرق أستراليا حيث يقع خليج موريتون والذي يلزم وجود مستوى عكارة يصل إلى 6 ليتم الحفاظ على النظام البيئي الموجود.

## مقياس العكارة

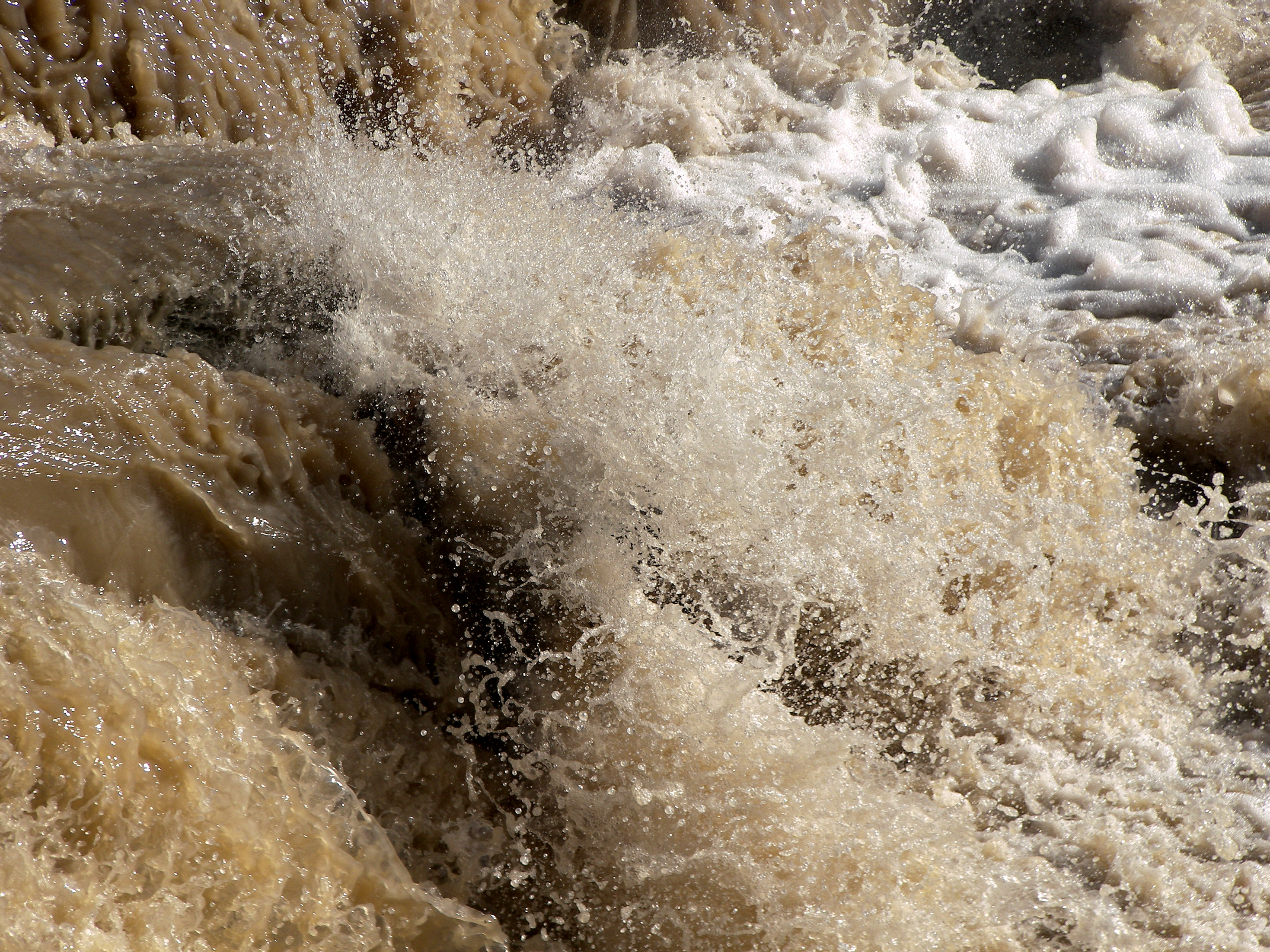
مياه جدول تعكّرت بفعل أمطار غزيرة

أكثر وحدة استخداما هي FTU (وحدة فورمازين للتعكّر) وFNU حسب المنظمة الدولية للمعايير ISO .
هناك عدة طرق لتحديد نقاء الماء، أكثرها بديهية هي بالنظر إلى الضوء المنعكس والمار عبر العينة وتختلف قوة الضوء بحسب نقاء الماء . يستعاض عن الضوء بشمعة جاكسون(وحدتها :Jackson Turbidity Unit JTU) وتكون أساسا بقياس معكوس طول عمود الماء اللازم لحجب ضوء الشمعة المار خلاله، كلما زاد طول عمود الماء احتجنا لماء أكثر وهذا يزيد نقاء الماء، بالطبع الماء وحده قد يقلل من قوة الضوء وأي مواد تضاف سوف تنتج لونا للماء، الآلات الحديثة لاتستخدم الشموع، لكن في هذه الطريقة (طريقة تخفيف شعاع الضوء المار عبر عمود الماء) يجب أن تعاير وتذكر كوحدة JTU.